# Schande (1999)
Schande ist ein mehrfach ausgezeichneter Fernsehfilm des Regieduos Claudia Prietzel und Peter Henning. Thematisiert wird der Missbrauch eines jungen Mädchens inmitten seiner Familie.

## Handlung
Hausmeister Schrotfeld beschwert sich zum wiederholten Mal. Im Fahrstuhl des Wohnblocks wurde schon wieder mit Lippenstift in riesigen Buchstaben an die Wand geschrieben:
Er verdächtigt Bénice, doch die streitet alles ab und behauptet, einen unbekannten Sechzehnjährigen gesehen zu haben. Ihre Mutter und Joschi nehmen sie in Schutz. Bénice hat eine leichte Fahne, und Claudia vermutet, Hubertus habe Bénice beim einige Stunden zurückliegenden Treffen Alkohol gegeben. Bénice bestreitet das, und der Streit verläuft ergebnislos.
Am nächsten Tag hat Bénice Geburtstag. Alles ist für eine kleine Feier mit vielen Geschenken vorbereitet. Joschi schenkt ihr zum Auftakt einen Brillantring. Claudia kümmert sich noch schnell um die Wäsche und entdeckt im Höschen ihrer Tochter einen Spermafleck. Sie stellt Bénice zur Rede. Die sagt überhaupt nichts, reißt das Höschen an sich, schließt sich im Bad ein und wäscht das Corpus Delicti aus. Schließlich wird sie von Joschi in Schutz genommen. In Bénices Alter müsse man so etwas nicht übermäßig dramatisieren. Die kleine Feier nimmt ihren Fortgang, bis es an der Tür klingelt. Es ist Hubertus, der Bénice für die von ihm arrangierte große Geburtstagsparty abholen will. Claudia behauptet, Bénice wolle ihren Vater nicht sehen, und macht Andeutungen: „… Was da wohl gelaufen ist... betrunken gemacht...“ Hubertus ist verständnislos und außer sich, kann aber nichts tun und fährt davon. Ihrer Tochter gegenüber behauptet Claudia, der Vater könne Bénice heute nicht sehen.
Hubertus lässt sich von seinem Anwalt beraten und beschwert sich über Claudias Schikanen. Er hat ein Restaurant gemietet, viele Gäste eingeladen, und Ria wird sogar mit ihrer Schulband auftreten. Der Anwalt rät, nichts zu unternehmen, was die Scheidung gefährden könnte.
Joschi und Claudia gehen mit Bénice spazieren. Bénice zieht auf ihren Rollschuhen immer weitere Kreise, bis sie außer Sicht ist. Bénice läuft zum Restaurant und kommt gerade noch rechtzeitig zur Eröffnung der Party. Ria singt rebellische Lieder, und Bénice lebt auf. Nach dem Ende des Auftritts wird Ria von ihrer Mutter nach draußen gewinkt. Claudia fragt, ob der Vater ihr je „etwas angetan“ habe. Ria reagiert sehr zornig und glaubt an eine Intrige der Mutter, um den Vater schlecht zu machen. Sie läuft davon. Hubertus setzt den Streit fort, bis beide bemerken, dass Bénice fort ist.
Bénice hat das Geburtstagsgeschenk ihres Vaters – einen Hund namens Nuschi – mitgenommen und irrt herum. Schließlich wird sie von Petro gefunden und nach Hause gebracht.
Am nächsten Tag hat Bénice eine schwere Prellung am rechten Auge. Joschi kümmert sich darum. Bénice behauptet ihrer Mutter gegenüber, sie sei auf der Flucht vor dem Hausmeister gegen das Treppengeländer gefallen.
Claudia geht mit Bénice zu ihrer Rechtsanwältin. Ohne Beweise ist kein Umgangs- und Kontaktverbot gegen Hubertus möglich. Bénice müsste eine Aussage machen. Zuhause wird Bénice dementsprechend von Claudia und Joschi bearbeitet, bis sie die ihr von Joschi in den Mund gelegten Aussagen mit leisem „ja“ oder „nein“ bestätigt oder nur abnickt. Als Bénice im Bett ist, rät Joschi davon ab, allzu viel Wirbel zu machen. Das wäre nicht gut für das Kind.
Beim Scheidungstermin beantragt Hubertus’ Anwalt aufgrund der jüngsten Vorfälle das volle Sorgerecht über Bénice. Das veranlasst Claudia zu dem spontanen Ausruf „Damit du sie besser vögeln kannst!“ Claudias Anwältin legt Joschis Niederschrift über Bénices Aussage vor. Der Termin wird vertagt, und die Richterin ordnet eine Kontaktsperre an.
Bénice überzieht mal wieder ihre Klavierstunde. Sie ist sehr vertraut mit ihrem Lehrer und fühlt sich wohl. Joschi holt sie ab. Während der Autofahrt schildert er die bevorstehende medizinische Untersuchung in düsteren Farben.
Hubertus spricht sich bei Petro aus. Sie glaubt inzwischen ebenfalls an einen Missbrauch und verdächtigt den Klavierlehrer.
Am nächsten Tag soll Bénice eigentlich wieder zum Klavierunterricht, aber Joschi geht stattdessen mit ihr in eine Edelboutique und kauft ein teures Cocktailkleid. Dann fährt er mit ihr heim. Sie nimmt ein Schaumbad, und es wird jetzt (auch für den letzten Zuschauer) offensichtlich, was Joschi von ihr will. Widerstand wird nicht akzeptiert.
Während Bénice ein weiteres Mal der Gewalt ihres Stiefvaters ausgesetzt ist, stürmt Hubertus in die Wohnung des Klavierlehrers. Er trifft Bénice natürlich nicht an. Die beiden beraten gemeinsam, was mit Bénice sein könnte.
Als Claudia nach Hause kommt, ist in der Wohnung zumindest äußerlich alles in Ordnung.
Petro liest Hubertus aus einem Sachbuch vor, wie Kinder zu Falschaussagen kommen können: „Die meisten Missbraucher sind – statistisch gesehen – geschiedene Männer, die Mütter mit Töchtern heiraten. Die vom BKA nennen das Beschaffungskriminalität.“ Hubertus fährt zu Claudia und sagt ihr die Meinung. Sie glaubt ihm kein Wort: „Joschi ist nicht so ein Schwein wie du.“
Am nächsten Tag trifft Bénice ihre Schwester beim Üben. Ria redet ihr gut zu, bis Bénice schließlich gesteht, was Joschi immer wieder mit ihr macht. Auch die Verletzung am Kopf stammt von ihm. Ria sagt, dass Joschi es auch bei ihr versucht hat und sie deshalb ausgezogen ist. Ria will sofort den Vater informieren, aber Bénice hat panische Angst. Joschi besitzt angeblich eine Pistole und wird Bénice, die Mutter, sich selbst oder sonstwen umbringen.
Claudia bringt Bénice zur Polizei und ermahnt sie wiederholt zur Wahrheit. Bei der Befragung unter vier Augen sagt das Mädchen dann tatsächlich die Wahrheit. Die anfänglich sehr überraschte Polizistin setzt sofort die Prozedur zu Joschis Verhaftung in Gang und muss sich gegen erheblichen Widerstand des zuständigen Richters durchsetzen. Claudia ist wie vor den Kopf geschlagen und versäumt es, sich um Bénice zu kümmern.
Bénice kommt allein nach Hause und trifft Joschi an. Zu ihrer Freude hat er den bisher verweigerten Hund Nuschi dabei. Doch dann bedrängt und bedroht er sie, hält den Hund über das Balkongeländer und droht, ihn bei der nächsten „Falschaussage“ fallen zu lassen. Bénice verspricht es, doch Joschi lässt Nuschi dennoch fallen und zwingt Bénice, sich den zerschmetterten Kadaver anzusehen.
Als Claudia heimkommt, tun alle so, als wäre nie etwas gewesen.
Am nächsten Morgen wird Joschi verhaftet. Bénice ist wie versteinert. Während der Streifenwagen davonfährt, lehnt Claudia sich über die Balkonbrüstung und muss festgehalten werden. Sie bittet Bénice, nicht mehr „dieses verdrehte Zeug“ zu erzählen: „Dann will ich nicht mehr leben.“
Bei Joschis Gerichtsverhandlung nimmt Bénice kaum wahr, was um sie herum geschieht. Sie wird bedrängt und widerruft ihre Aussage. Joschi glaubt sich bereits in Sicherheit, als Ria den Saal betritt und ein Tonband vorlegt. Bei Rias Klavierübung lief ein Tonband und hat zufällig Bénices Aussage aufgezeichnet. Während Bénice ihre Umwelt kaum noch wahrnimmt, wird Joschi zu mehreren Jahren Gefängnis ohne Bewährung verurteilt.
Claudia wird nach einem Nervenzusammenbruch von Ria betreut. Bénice sieht völlig versteinert zu. Schließlich geht sie langsam auf den Balkon, sieht nach unten, nimmt ihre Kette ab und legt sie auf die Brüstung, klettert hinauf und lässt sich vornüber fallen.

## Hauptpersonen
Bénice wird demnächst 13 Jahre alt und lebt mit ihrer Mutter und deren Lebensgefährten Joschi zusammen. Bénice liebt Vater und Mutter gleichermaßen und leidet unter der Trennung ihrer Eltern. Zuhause ist sie auffällig still und in sich gekehrt. Außerhalb lebt sie auf, besonders beim Zusammensein mit ihrem Vater, ihrer Schwester oder beim geliebten Klavierspiel.
Claudia ist Bénices Mutter. Sie lebt in Scheidung, und der Scheidungstermin steht unmittelbar bevor. Sie liebt Bénice und Joschi und hasst ihren Noch-Ehemann. Claudia kümmert sich durchaus um die Probleme ihrer Tochter, aber ihre Voreingenommenheit führt sie in die Irre.
Josef Torgau genannt Joschi arbeitet als Zahntechniker und kann es sich finanziell erlauben, seiner neuen Familie kostspielige Geschenke zu machen. Er ist ruhig, souverän und gibt sich immer verständnisvoll und fürsorglich.
Hubertus ist Bénices Vater und lebt mit ihrer Tante Petronella zusammen. Er liebt Bénice sehr und kümmert sich um sie, was aber wegen Claudias Widerstand zunehmend problematisch wird.
Ria ist Bénices ältere Schwester. Sie hasst Joschi, ist deshalb von zuhause ausgezogen und wohnt allein. Zu Bénice hat sie ein gutes Verhältnis und steht ihr bei Bedarf bei.
Petronella genannt Petro ist Claudias Schwester, also Bénices Tante und (vermutlich) der Grund für die Trennung von Hubertus und Claudia. Sie hält guten Kontakt zu Bénice, findet allerdings nur bis zu einem gewissen Grad Zugang.

## Kritik
„Engagiertes Drama, das die Nöte des Mädchens in den Mittelpunkt stellt und aufmerksam die Verdrängungen registriert, mit der die Umwelt seine verzweifelten Signale überhört.“

## Auszeichnungen
- 1999: Deutscher Fernsehpreis in der Sparte Beste Regie Fernsehfilm/Mehrteiler für Claudia Prietzel[2]
- 1999: Sonderpreis beim Fernsehfilmpreis der Deutschen Akademie der Darstellenden Künste an Imogen Kogge für die herausragende darstellerische Leistung
- 2000: nominiert für den Adolf-Grimme-Preis in der Sparte Fiktion und Unterhaltung[3]
- 2000: Prix Italia in der Sparte Fiction Single Play[4]